# Du vent dans les branches de sassafras
Du vent dans les branches de sassafras est une pièce en 2 actes de René de Obaldia créée au théâtre de Poche de Bruxelles le 17 février 1965.
La première parisienne a lieu le 29 novembre 1965 au théâtre Gramont avec Michel Simon dans le rôle principal. Des reprises ont eu lieu notamment en 1981 avec Jean Marais et en 2016 avec François Berléand.

## Synopsis
Le rideau se lève sur une salle-à-manger à la décoration sobre. La scène se déroule au début du XIXe siècle, dans une demeure familiale, située au sein d'un ranch de l'État du Kentucky, au Sud-Est des États-Unis.
Chez les Rockefeller, famille de colons britanniques sans-le-sou, la table est dressée. John Emery, patriarche de 70 ans à l'aspect échevelé et à la voix éraillée, se révèle comme un « dur à cuire ». C'est un vieux cow-boy au tempérament sanguin et à la verve directe et fleurie. Son épouse Caroline, une femme d'une cinquantaine d'années à la personnalité habituellement calme et apaisante, fait preuve d'un solide discernement. Le couple Rockefeller a produit deux enfants : une fille, Pamela, une magnifique jeune femme au caractère aguicheur ; et un fils, Tom, invétéré mâcheur de chewing-gum, le prototype même du jeune chenapan,.
John Rockefeller est complètement dépassé par les évènements : il doit simultanément faire face aux perpétuelles attaques d'Indiens « hauts en couleur », aux multiples imbroglios romantiques qui se jouent au sein de son foyer, à la brusque crise de démence de sa femme et enfin aux égarements alcoolisés du médecin local, le docteur Butler, un homme particulièrement porté sur la boisson.

## Personnages
Personnages principaux
- John Emery Rockefeller : homme de 70 ans, il se présente tel un « dur à cuire »
- Caroline Rockefeller : femme de John Emery Rockefeller, elle est âgée d'environ 50 ans et possède des formes généreuses
- Pamela : fille de John et Caroline. Elle est âgée de 17 ans et témoigne d'une « beauté provocante »
- Tom : fils de John et Caroline. Son emploi est celui d'un « pâle voyou ».

Personnages secondaires
- William Buttler : homme particulièrement porté sur la boisson et est médecin de profession
- Carlos : homme d'une quarantaine d'années, plutôt bien mis de sa personne. Il est l'exact prototype d'un personnage issu d'un film de John Ford
- Myriam : également connue sous le sobriquet de « Petite-Coup-Sûr ». L'emploi principal de ce personnage consiste en celui d'une prostituée « au grand cœur »
- Œil-de-Perdrix : indien chef de guerre d'une tribu Apache. Il se présente tel un allié des visages pâles et est considéré comme un traître vis-à-vis de sa communauté
- Œil-de-Lynx : chef des Comanches. Il manifeste une très grande méchanceté

Source : René de Obaldia, Théâtre complet.

## Création
Du vent dans les branches de sassafras est créée au théâtre de Poche de Bruxelles, en Belgique. Le rôle principal est tenu par Georges Aubrey, acteur belge né à Verviers dans l'est de la Belgique. La mise en scène est réalisée par René Dupuy, directeur du théâtre Gramont à Paris où la pièce sera reprise quelques mois plus tard, la musique est signée Ralph Darbo, et les costumes sont conçus par le styliste Manfred Hürrig,.
La pièce est reprise au théâtre Gramont à partir du 29 novembre 1965 avec Michel Simon dans le rôle principal,. De la distribution initiale bruxelloise, seuls Francis Lemaire (également né à Verviers) et Rita Renoir reprennent leurs rôles.

## Distribution

### Bruxelles, 1965
- Georges Aubrey : John-Emery Rockefeller
- Raymonde Sartène : Caroline Rockefeller
- Monique Donnay : Pamela
- Luc Olivier : Tom
- Lucien Charbonnier : William Butler
- Raymond Avenière : Carlos
- Rita Renoir : Miriam dite « Petite-Coup-Sûr »
- Francis Lemaire : Œil-de-Perdrix / Œil-de-Lynx

Mise en scène : René Dupuy
Musique : Ralph Darbo
Décors et costumes : Manfred Hürrig

### Paris, 1965

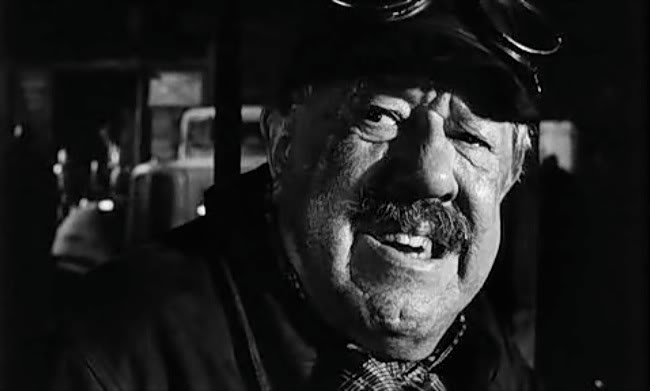
Michel Simon (1895-1975).

- Michel Simon : John-Emery Rockefeller
- Françoise Seigner : Caroline Rockefeller
- Caroline Cellier : Pamela
- Bernard Murat : Tom[n 3]
- Jacques Hilling : William Butler
- Michel Roux : Carlos
- Rita Renoir : Miriam dite « Petite-Coup-Sûr »
- Francis Lemaire : Œil-de-Perdrix / Œil-de-Lynx

Mise en scène : René Dupuy
Musique : Georges Delerue
Son : Fred Kiriloff

### Paris, 1981
- Jean Marais : John-Emery Rockefeller
- Nadia Barentin puis Gisèle Touret (tournée)[9] : Caroline Rockefeller
- Françoise Vallon : Pamela
- Yves Collignon : Tom
- Pierre Destailles : William Butler
- Jacques Rosny : Carlos
- Katy Amaizo : Miriam dite « Petite-Coup-Sûr »
- Francis Lemaire : Œil-de-Perdrix / Œil-de-Lynx

Mise en scène : Jacques Rosny
Décors : Bernard Evein
Costumes : Jacqueline Guyot

### Paris, 2016
- François Berléand : John-Emery Rockefeller
- Anne Benoît : Caroline Rockefeller
- Rachel Arditi : Pamela
- Valentin de Carbonnières : Tom
- Urbain Cancelier : William Butler
- François Vincentelli : Carlos
- Stéfi Celma : Miriam dite « Petite-Coup-Sûr »
- Lionel Abelanski : Œil-de-Perdrix / Œil-de-Lynx

Mise en scène : Bernard Murat

## Analyse de l'œuvre
Concernant l'un des passages-clés de cette comédie obaldienne, Monique Trédé, dans son étude de La Paix du grec Aristophane, établit un parallèle entre les deux pièces théâtrales :

« L'effet, mutatis mutandis, est proche de celui obtenu par Obaldia dans sa fantaisie inspirée Du vent dans les branches de sassafras quand, à un moment critique de l'action, il confie au personnage de « la putain au grand cœur » une longue tirade en alexandrins. Le public saisi par le caractère incongru de ce changement de ton, s'esclaffe ; il se délecte, de plus, en reconnaissant ici ou là une transposition du vocabulaire et des rythmes de la tragédie classique. “ Ô terreur inconnue… Ô nature trompeuse… […] Ce ne sont que soupirs, plaintes, gémissements… ” (I, 5). »

Cinq ans après la création de Génousie, pièce dramatique au style théâtral tourné vers le surréalisme et qui incarne le « nouveau théâtre », le futur académicien d'origine panaméenne René de Obaldia s'oriente, avec Du vent dans les branches de sassafras, vers un genre parodique et avant-gardiste.
Cette nouvelle direction que prend l'auteur apparaît, pour certains critiques, comme un étroit rapprochement avec la comédie de « boulevard ». Permettant à Michel Simon d'effectuer un remarquable « retour » sur scène, ce nouvel opus qui connaît une bonne réception auprès du public conforte Obaldia dans son « statut de dramaturge à succès qui ne sera, dès lors, plus jamais démenti. »

## Reprises

### Jean Marais
Après avoir incarné un truand dans Robert Macaire (téléfilm 1971) et celui d'un patriarche dans Le Roi Lear en 1978, Jean Marais rêvait de jouer dans vrai western à l’américaine. Malheureusement ce genre cinématographique était passé de mode, même aux États-Unis. En revanche, lorsque Jacques Rosny, metteur en scène de théâtre, lui demanda de reprendre le rôle du vieux cow-boy Rockefeller dans la pièce Du vent dans les branches de sassafras, Marais hésita. Dans un premier temps, il pensa qu’il lui serait impossible de se mesurer à Michel Simon qui avait créé le rôle en 1965 et dont la personnalité était aux antipodes de la sienne. Mais, considérant l’opportunité comme un défi, il finit par accepter en déclarant avec un brin de fausse modestie : « J’accepte comme une discipline, afin de continuer à faire des progrès. »
La première représentation eut lieu le 22 octobre 1981, au théâtre de la Madeleine à Paris. La critique salua unanimement la performance de Marais, entouré notamment de Nadia Barentin (remplacée par Gisèle Touret lors de la tournée), Pierre Destailles et Francis Lemaire. L’auteur, René de Obaldia dira de lui : « Ce qui m’a le plus émerveillé, c’est le privilège qu’il a d’avoir conservé ce don de l’enfance en parallèle avec la maturité que la vie vous donne ; Il est devenu un patriarche, mais toujours avec cet élan, cette jeunesse d’esprit, de cœur qui lui sont propres. » Sans doute fut-ce là l’une de ses meilleures compositions d’acteur dans les années 1980, saluée chaque soir par de véritables ovations[réf. nécessaire].
La pièce fut jouée plus de deux cents fois. Après le triomphe parisien, elle tourna en 1982 en province, mais pour peu de temps car le 1er novembre 1982 à Bordeaux, Marais fut pris d’un malaise en scène dès le premier acte à cause d’une violente douleur à la jambe qui, malgré l’intervention d’un médecin, s’intensifia au second jusqu’à devenir insupportable et nécessita l’interruption de la pièce. Les médecins diagnostiquèrent une affection du nerf crural. Il dut abandonner la tournée, restant sept semaines alité, avant de reprendre la pièce, portant un corset peu pratique. Une captation télévisée eut lieu en 1983, réalisée par Robert Valey.

### François Berléand

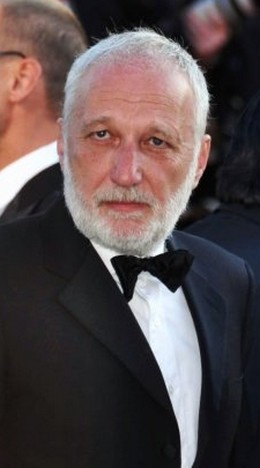
François Berléand.

Le 28 juin 2016, la pièce a été représentée au théâtre Édouard-VII sous la direction de Bernard Murat (50 ans après avoir créé le rôle de Tom) en direct et en première partie de soirée sur France 2, avec François Berléand dans le rôle de John Emery Rockefeller,.